# Distretto di Bara
Il distretto di Bara è uno dei 77 distretti del Nepal, in seguito alla riforma costituzionale del 2015 fa parte della provincia di Madhesh. 
Il capoluogo è Kalaiya.
Geograficamente il distretto appartiene alla zona pianeggiante del Terai.
Il principale gruppo etnico presente nel distretto sono i Muslim.

## Municipalità
Il distretto è suddiviso in sedici municipalità, sette urbane e nove rurali:
- Kalaiya (urbana)
- Jeetpur Simara (urbana)
- Kolhabi (urbana)
- Nijgadh (urbana)
- Mahagadhimai Municipality (urbana)
- Simraungadh (urbana)
- Pacharauta (urbana)
- Pheta (rurale)
- Bishrampur, Bara  (rurale)
- Prasauni  (rurale)
- Adarsh Kotwal Rural Municipality  (rurale)
- Karaiyamai Rural Municipality  (rurale)
- Devtal Rural Municipality  (rurale)
- Parwanipur Rural Municipality  (rurale)
- Baragadhi Rural Municipality  (rurale)
- Suwarna Rural Municipality  (rurale)